# حیات وحش فنلاند

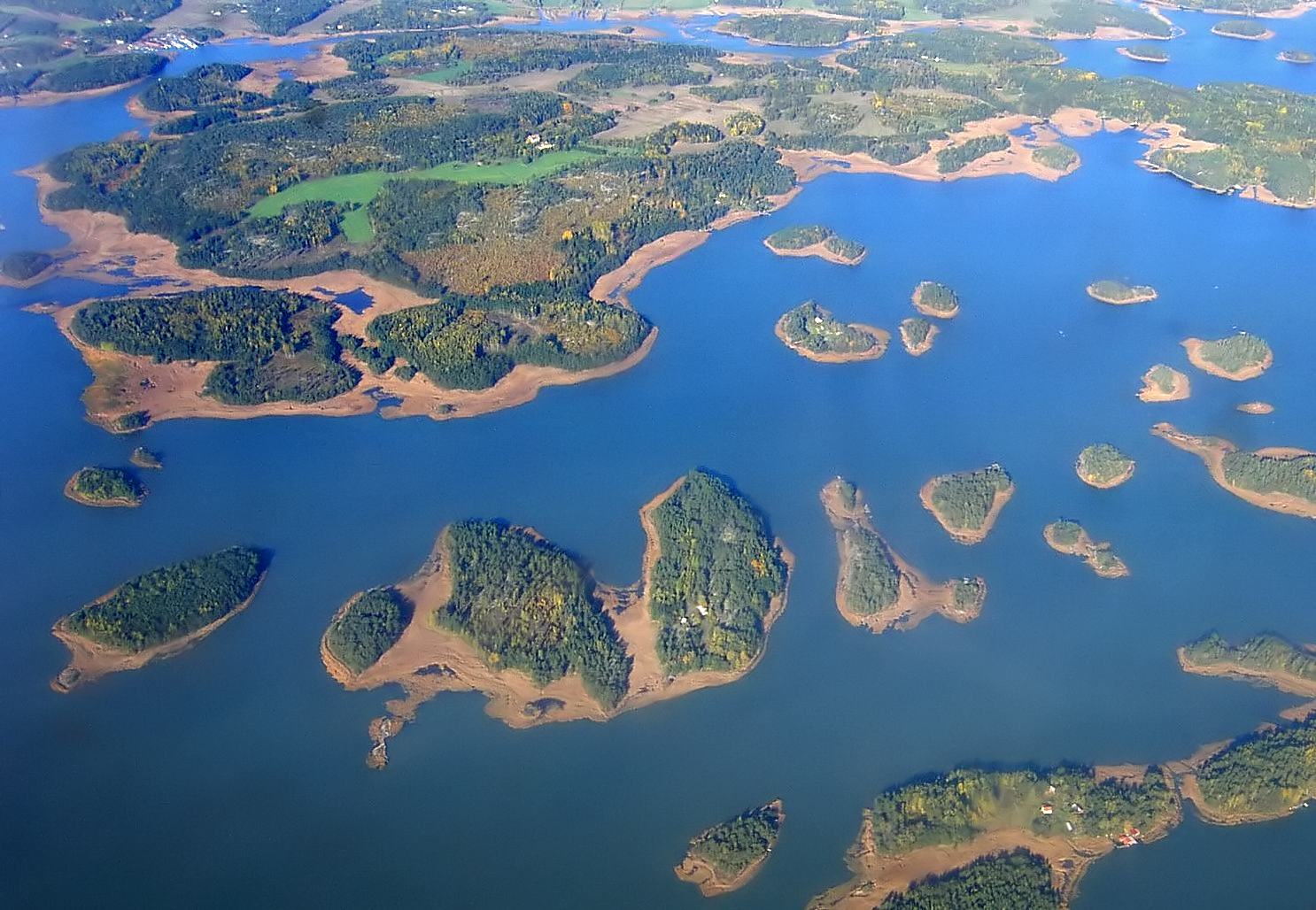
جزیره‌های نانتالی، ساحل دریای بالتیک

حیات وحش فنلاند متشکل از گیاگان و زیاگان این کشور است.

## زیاگان

### پستانداران
در مجموع، ۸۰ گونه پستاندار در فنلاند مشاهده شده‌اند. فک حلقوی سایما زیرگونه‌ای بومزاد و محدود به دریاچه سایما است.

### پرندگان
در کل، ۴۶۸ گونه از پرندگان در این کشور مشاهده شده‌اند که از میانشان ۲۵۶ گونه لانه می‌سازند. متداول‌ترین پرندگان زادآور سسک بیدی، سهره جنگلی و توکای پهلوسرخ هستند. قوی فریادکش پرنده ملی فنلاند است.

## گیاگان
در مجموع، ۳٬۵۵۰ گونه از آوندداران، ۸۹۲ گونه از خزه‌تباران و ۱۸۳۲ گلسنگ در فنلاند مشخص شده‌اند. تنها گونه‌هایی از آوندداران که بومزاد فنلاند هستند، میکروگونه‌های قاصدک و علف قوش می‌باشند.